# Vécs, Heves
Vécs  este un sat în districtul Gyöngyös, județul Heves, Ungaria, având o populație de 649 de locuitori (2011). 

## Demografie
Componența etnică a satului Vécs
     Maghiari (85,55%)
     Romi (13,02%)
     Români (1,43%)
Componența confesională a satului Vécs
     Romano-catolici (68,57%)
     Fără religie (10,32%)
     Reformați (6,32%)
     Necunoscută (13,25%)
     Alte religii (2%)
Conform recensământului din 2011, satul Vécs avea 649 de locuitori. Din punct de vedere etnic, majoritatea locuitorilor (85,55%) erau maghiari, existând și minorități de romi (13,02%) și români (1,43%).  Din punct de vedere confesional, majoritatea locuitorilor (68,57%) erau romano-catolici, existând și minorități de persoane fără religie (10,32%) și reformați (6,32%). Pentru 13,25% din locuitori nu este cunoscută apartenența confesională.